# 이호 (1986년)
이호(李虎, 1986년 1월 6일~ )는 대한민국의 전 축구 선수이자 기업가로 현재 고알레의 대표이다.

## 선수 경력

### 강원 FC
이호는 경희대 재학시절에 열린 U-리그에서 대회 MVP를 수상하면서 주목을 받았다. 그 후 우선지명 선수로 2009시즌에 강원 FC에 입단하면서 프로에 데뷔하였다. 2009 시즌이 끝나고 대전 시티즌으로 이적했다. 그의 첫 경기는 2009년 5월 27일에 펼쳐진 전남 드래곤즈와의 마지막 리그컵 경기였다.

### 대전 시티즌
2009 시즌이 끝난 후 대전 시티즌의 감독 왕선재의 눈에 띄었다. 왕선재는 강릉까지 찾아가 직접 테스트까지 했고, 2010년 대전 시티즌으로 이적하였다. 왕 감독은 "대전의 미래를 책임질 선수다"라며 칭찬을 아끼지 않았다.
2011 시즌 주전 수비수로 출전하며 리그 25경기에 출전하였다. 2012 시즌을 앞두고 팀의 주장으로 선임되었다. 2014년 2년 간의 군 복무를 마친 뒤 팀에 복귀하여 시즌 막판 주전 수비수로 뛰며 팀의 1부 리그 승격을 이끌었다. 시즌 종료 후 FA 자격을 얻어 자유계약으로 타이의 포트 FC에 입단해 1년간 활동한 뒤 은퇴하였다.

## 은퇴 이후
2018년 고알레 컴퍼니를 인수해 스포츠교육기관,레크레이션교육기관 쪽 사업가로 전환했으며, 고알레 유튜브 채널을 통해 유튜버로도 활동하는 등 축구 관련 컨텐츠 제작에 힘쓰고 있으며, 미디어 제작을 비롯해 축구교실, 의류나 여러 가지 사업을 다각적으로 시도하면서 아동복지시설에 기부금과 기부물품을 전달하는 등의 자선 활동도 꾸준히 하고 있다
이외에도 아마추어 축구인들의 니즈를 반영해 트레인 위드 알레라는 축구교실 프로그램을 처음으로 만들었으며, 고알레 리그라는 아마추어 7인제 축구 리그를 창설하는 등 축구의 활성화를 위해 노력하고 있다.[2]
또한 TV 프로까지 진출해 tvN 디지털 축구예능인 FC 앙투라지에 출연, 팀의 감독으로 선임되기도 하였다.

## 클럽 통계
2009년 5월 27일 기준
| 클럽     | 클럽     | 클럽     | 리그 | 리그 | 컵            | 컵            | 리그컵 | 리그컵 | 총계 | 총계 |
| 시즌     | 클럽     | 리그     | 출장 | 득점 | 출장          | 득점          | 출장   | 득점   | 출장 | 득점 |
| 대한민국 | 대한민국 | 대한민국 | 리그 | 리그 | 대한민국 FA컵 | 대한민국 FA컵 | 리그컵 | 리그컵 | 합계 | 합계 |
| -------- | -------- | -------- | ---- | ---- | ------------- | ------------- | ------ | ------ | ---- | ---- |
| 2009     | 강원 FC  | K-리그   | 0    | 0    | 0             | 0             | 1      | 0      | 1    | 0    |
| 총 계    | 총 계    | 총 계    | 0    | 0    | 0             | 0             | 1      | 696    | 1    | 0    |

## 수상

### 팀

#### 대전 시티즌
- K리그 챌린지
  - 우승 1회 : 2014

경희대학교
- 전국추계1,2학년축구대회 우승 1회 (2006)
- 전국체육대회 대학부 준우승 1회 (2007)
- 전국체육대회 대학부 우승 1회 (2008)
- U-리그 우승 1회 (2008)

### 개인
- U-리그 최우수선수상 MVP (2008)
- 대한축구협회 시상식 대학부 MVP (2009)